# Cassville (Missouri)
Cassville is een plaats (city) in de Amerikaanse staat Missouri, en valt bestuurlijk gezien onder Barry County.

## Demografie
Bij de volkstelling in 2000 werd het aantal inwoners vastgesteld op 2890.
In 2006 is het aantal inwoners door het United States Census Bureau geschat op 3250, een stijging van 360 (12,5%).

## Geografie
Volgens het United States Census Bureau beslaat de plaats een oppervlakte van
7,2 km², geheel bestaande uit land. Cassville ligt op ongeveer 453 m boven zeeniveau.

## Plaatsen in de nabije omgeving
De onderstaande figuur toont nabijgelegen plaatsen in een straal van 20 km rond Cassville.